# Hypobletus furcula
Hypobletus furcula är en skalbaggsart som beskrevs av Heinrich Bickhardt 1914. Hypobletus furcula ingår i släktet Hypobletus och familjen stumpbaggar. Inga underarter finns listade i Catalogue of Life.